# Dianaburg (Greifenstein)

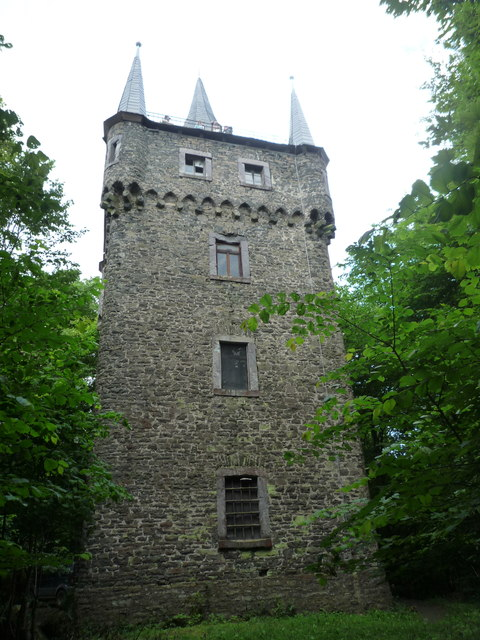
Jagdschloss Dianaburg

Die Dianaburg ist ein ehemaliges Jagdschloss und liegt auf dem östlichen Teil der Gemarkung des Ortsteils Ulm der Gemeinde Greifenstein im Lahn-Dill-Kreis in Mittelhessen.

## Lage
Das ehemalige Jagdschloss liegt in einem Waldgebiet auf der 412 M.ü.NN. hohen Basaltkuppe Kesselberg. Es wird von den Orten Daubhausen im Norden, Ehringshausen im Nordosten, Leun im Südosten, Bissenberg und Stockhausen im Südwesten, Allendorf und Ulm im Westen eingerahmt.

## Beschreibung

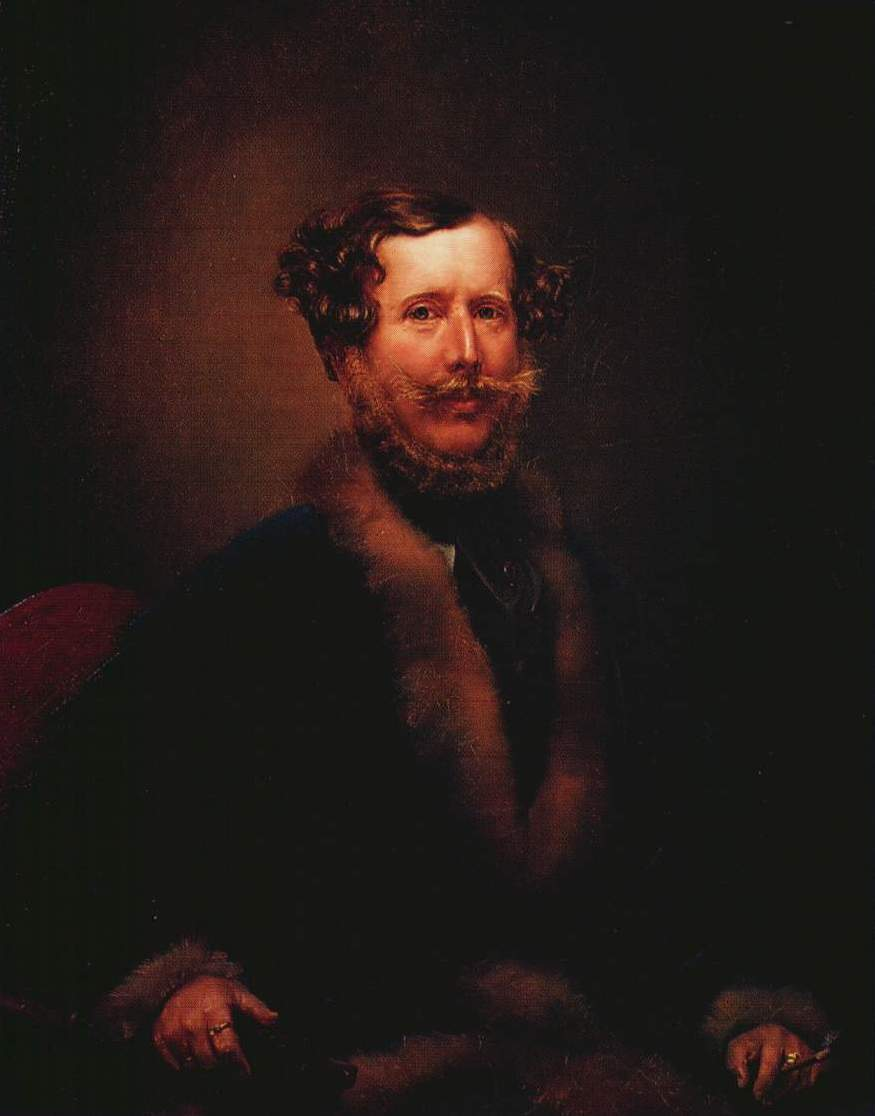
Der Bauherr des Schlosses: Fürst Ferdinand zu Solms-Braunfels

Das Jagdschloss ließ der begeisterte Jäger Ferdinand Fürst zu Solms-Braunfels 1842/43 in der Nähe seines Schlosses Braunfels durch seinen Baumeister E. Stefan erbauen. Eine Gedenktafel für seinen Baumeister ist heute im Erdgeschoss der Dianaburg in die Wand rechts hinter der Eingangstür eingemauert. Vorbild des im Geist der Romantik erbauten Jagdschlosses waren die Türme der Prager Karlsbrücke.
Nach dem Tod des Fürsten 1873 diente das turmburgähnliche vormalige Jagdschloss dem Revierförster als Wohnung. Ab 1898 wurde es zu einem Ausflugslokal umgebaut, 1903 um ein weiteres Stockwerk erweitert. Anfang des 20. Jahrhunderts scheint die Dianaburg ihre Blütezeit als Trinklokal gehabt zu haben, von einem benachbarten Jagdschriftsteller, Hermann Huttel aus Ehringshausen, als „Schenke aller Schenken“ besungen. Mehrere Burschenschaften haben wohl in dieser Zeit an traditionellen Feiertagen den Kesselberg besucht. Eine Blockhütte für die Holzversteigerung ergänzte das Gelände. Im Ersten Weltkrieg sind in dieser Hütte russische Gefangene festgehalten worden. Nach Ende des Ersten Weltkrieges nutzte die forstwirtschaftende Familie Schweizer das Gebäude und bewohnte das Anwesen bis 1956. Der nachfolgende Pächter bewohnte es noch bis 1969.
Nach 1969 wurden die Nebengebäude (Wohnhaus und Wirtschaftsgebäude) abgerissen und nur das Turmgebäude blieb erhalten. Das Blockhaus wurde an die Burschenschaft „Eintracht 66“ in Leun verkauft, abgebaut und in Leun als Grillhütte (Eintrachthütte genannt) wieder aufgebaut. So wird es heute noch genutzt.
Bei Sanierungsarbeiten im Jahre 2008 wurde die marode Dacheindeckung des Hauptturmes und der vier Ecktürme mit Naturschiefer neu eingedeckt. Die Dianaburg wurde als Lokalität weiter betrieben, zunächst durch einen Pächter aus Ulm bis 2011, und gilt Wanderfreunden mittlerweile als Wahrzeichen des Dill- und Ulmtals. Von Bissenberg führt der Dianaburgweg den Haagstein westlich passierend über den Kesselberg, wo der jetzige Pächter bei Voranmeldung möglicherweise wieder Getränke und Imbiss anbietet, bis zum Anschluss an die Hohe Straße bzw. den Abstieg zum Ulmtal nach Ulm.

## Heutige Nutzung
Die Dianaburg ist heute Eigentum von Johannes Graf von Oppersdorf-Solms-Braunfels. Der Turmbau ist ein eingetragenes Kulturdenkmal und gelegentlich zur Besichtigung geöffnet (von April bis November an jedem ersten Sonntag eines Monats).